# Campoplex cognatus
Campoplex cognatus là một loài tò vò trong họ Ichneumonidae.